# Bellator 258
Bellator 258: Archuleta vs. Pettis è stato un evento di arti marziali miste tenuto dalla Bellator MMA il 7 maggio 2021 al Mohegan Sun Arena di Uncasville negli Stati Uniti.

## Risultati
|                                        | Divisione               |                 |           |                      | Metodo                                      | Round     | Tempo     | Note      |
| Main Card                              | Main Card               | Main Card       | Main Card | Main Card            | Main Card                                   | Main Card | Main Card | Main Card |
| -------------------------------------- | ----------------------- | --------------- | --------- | -------------------- | ------------------------------------------- | --------- | --------- | --------- |
| Sfida valida per il titolo di campione | Pesi gallo              | Sergio Pettis   | batte     | Juan Archuleta (c)   | Decisione unanime (50–45, 49–46, 49–46)     | 5         | 5:00      |           |
|                                        | Pesi mediomassimi       | Anthony Johnson | batte     | José Augusto Azevedo | KO (pugno)                                  | 2         | 1:30      | [ 1 ]     |
|                                        | Pesi leggeri            | Peter Queally   | batte     | Patricky Freire      | KO tecnico (stop medico)                    | 2         | 5:00      |           |
|                                        | Catchweight (175 lbs)   | Michael Page    | batte     | Derek Anderson       | KO tecnico (stop medico)                    | 1         | 5:00      |           |
| Preliminary Card                       |                         |                 |           |                      |                                             |           |           |           |
|                                        | Pesi gallo              | Raufeon Stots   | batte     | Josh Hill            | Decisione unanime (30–27, 30–27, 30–27)     | 3         | 5:00      |           |
|                                        | Pesi medi               | Lorenz Larkin   | batte     | Rafael Carvalho      | Decisione non unanime (30–27, 30–27, 30–27) | 3         | 5:00      |           |
|                                        | Pesi gallo              | Patrick Mix     | batte     | Albert Morales       | Sottomissione (arm-triangle choke)          | 3         | 2:40      |           |
|                                        | Pesi medi               | Johnny Eblen    | batte     | Daniel Madrid        | KO (pugni)                                  | 1         | 2:44      |           |
|                                        | Pesi gallo              | Johnny Campbell | batte     | Henry Corrales       | Sottomissione (rear-naked choke)            | 2         | 4:12      |           |
|                                        | Catchweight (148.5 lbs) | Johnny Soto     | batte     | Weber Almeida        | Decisione unanime (29–27, 29–28, 29–28)     | 3         | 5:00      |           |
|                                        | Pesi gallo              | Érik Pérez      | batte     | Blaine Shutt         | Decisione unanime (30–26, 30–27, 30–27)     | 3         | 5:00      |           |